# Nghiêm Mỹ
Nghiêm Mỹ (5 tháng 5 năm 1916 – 11 tháng 8 năm 2000) là tiến sĩ khoa học, nha sĩ, nhà ngoại giao Việt Nam Cộng hòa, từng là đại sứ Việt Nam Cộng hòa tại Jordan.

## Tiểu sử
Nghiêm Mỹ sinh ngày 5 tháng 5 năm 1916 tại tỉnh Hà Đông (nay là Hà Nội), Bắc Kỳ, Liên bang Đông Dương.:532 Anh trai tên Nghiêm Đằng là Phó Viện trưởng Học viện Quốc gia Hành chánh,:195 và em trai Nghiêm Thẩm là giáo sư khảo cổ học tại Việt Nam.:730-733
Năm 1973, ông sang làm Đại biện lâm thời của Đại sứ quán Việt Nam Cộng hòa tại Tehran.:532
Tháng 3 năm 1974, ông được bổ nhiệm làm đại sứ Việt Nam Cộng hòa tại Jordan.:532:9

## Đời tư
Theo cuốn Who's Who in Vietnam, xuất bản năm 1974, Nghiêm Mỹ là người thờ cúng tổ tiên, có vợ và ba con.:532 Ông còn là thành viên Câu lạc bộ Golf Wellington.:532

## Vinh danh
- Lao Động Bội Tinh Đệ Nhất Hạng[2]:532
- Chương Mỹ Bội Tinh Đệ Nhất Hạng[2]:532